# Kleverige knolamaniet
De kleverige knolamaniet (Amanita virosa) is een in potentie dodelijk giftige paddenstoel die amatoxine en phallotoxine bevat. Amatoxine is een groep van ten minste acht verbindingen, waarvan alfa-amanitine de meest toxische is. Deze gifstoffen tasten de lever aan. Zowel in het Engels als het Frans staat de paddenstoel bekend onder de bijnaam "Engel des Doods".

## Ecologie
De kleverige knolamaniet groeit bij voorkeur in loofbossen. Hij vormt ectomycorrhiza met vooral met Beuk (Fagus), maar ook met Eik (Quercus) en Berk (Betula). In Nederland komt hij zeer zelden voor met coniferen. Vanaf de late zomer is de paddenstoel zichtbaar.

## Kenmerken
De kleverige knolamaniet wordt gekenmerkt door de uit het eivormige omhulsel groeiende, kegelvormige hoed. De hoed heeft een diameter tussen 5 en 10 cm en is altijd wit. De hoed is meestal kaal en bevat zelden velumresten. De opvallend slanke steel is bekleed met afstaande witte schubben.
Het vruchtlichaam heeft een duidelijke witte beurs, waarvan de lobben tegen de steel aanliggen of afstaand zijn. In het begin heeft het witte vlees slechts een zwakke geur, maar later ruikt het vrij onaangenaam (mierzoet).
De sporen zijn amyloïde en hebben een min of meer ronde vorm (8-10 × 7-9 µm).

## Verwisseling
Als men niet op de kleur van de plaatjes let, is de kleverige knolamaniet gemakkelijk met witte champignonsoorten te verwarren. Bij champignons (Agaricus) zijn ze nooit zuiver wit, maar roze tot purperzwart. De kenmerken van de soort kan men het beste vergelijken met de vroege knolamaniet (Amanita verna) en de gewone beurszwam (Volvopluteus gloiocephalus).

## Verspreiding
In veel streken is het een zeldzame soort. In Nederland komt de kleverige knolamaniet vrij zeldzaam voor. Hij staat op de Rode Lijst voor de soortgroep paddenstoelen.

## Foto's

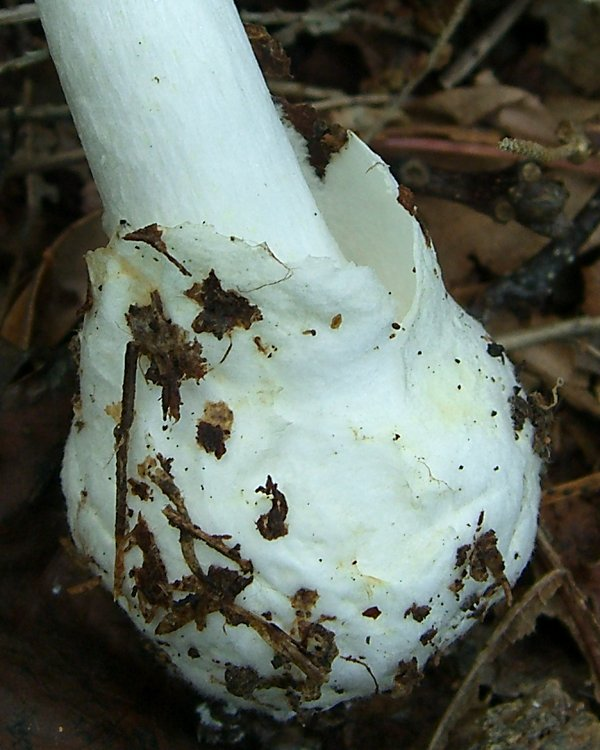
Volva
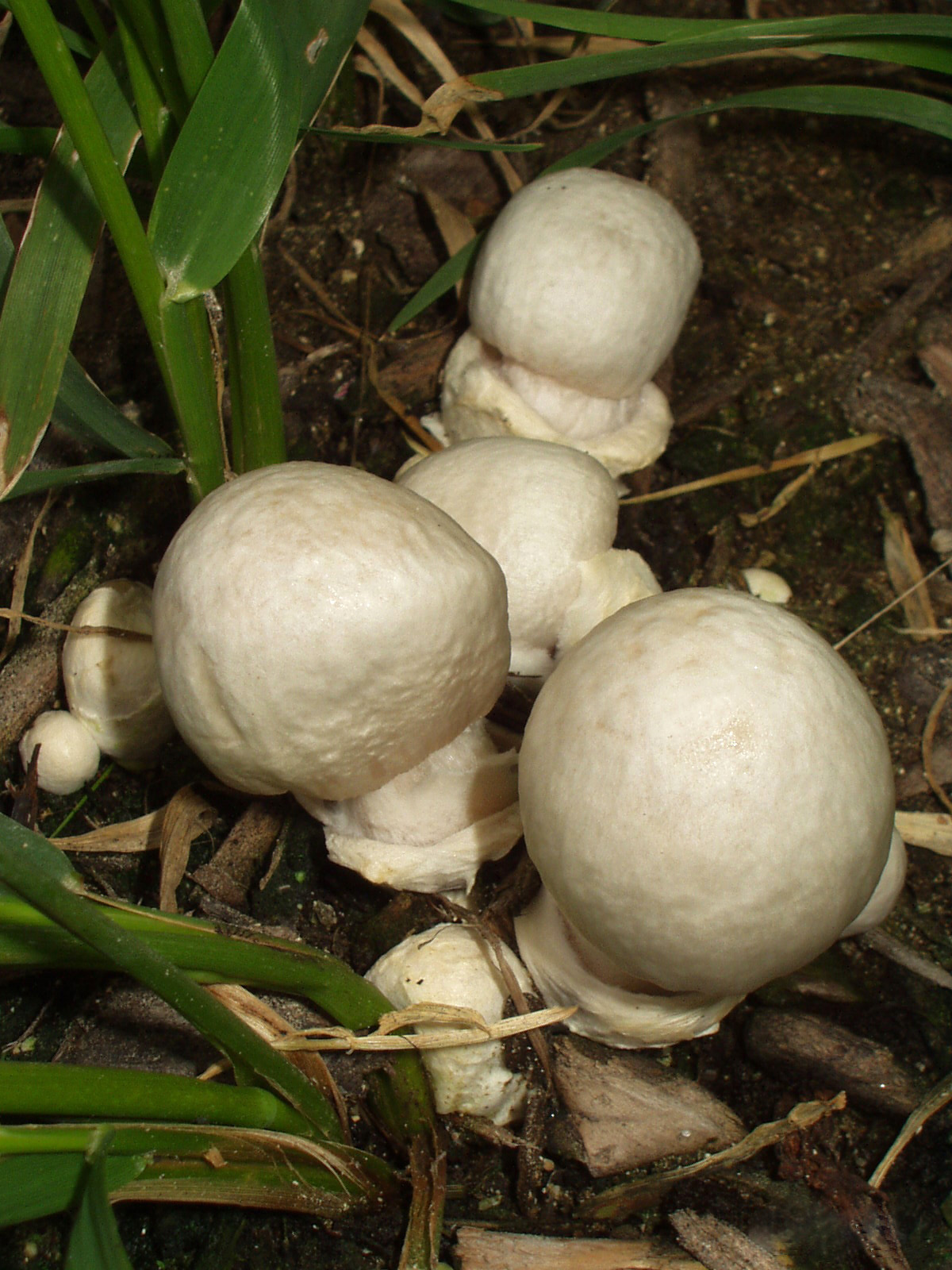
Vruchtlichamen
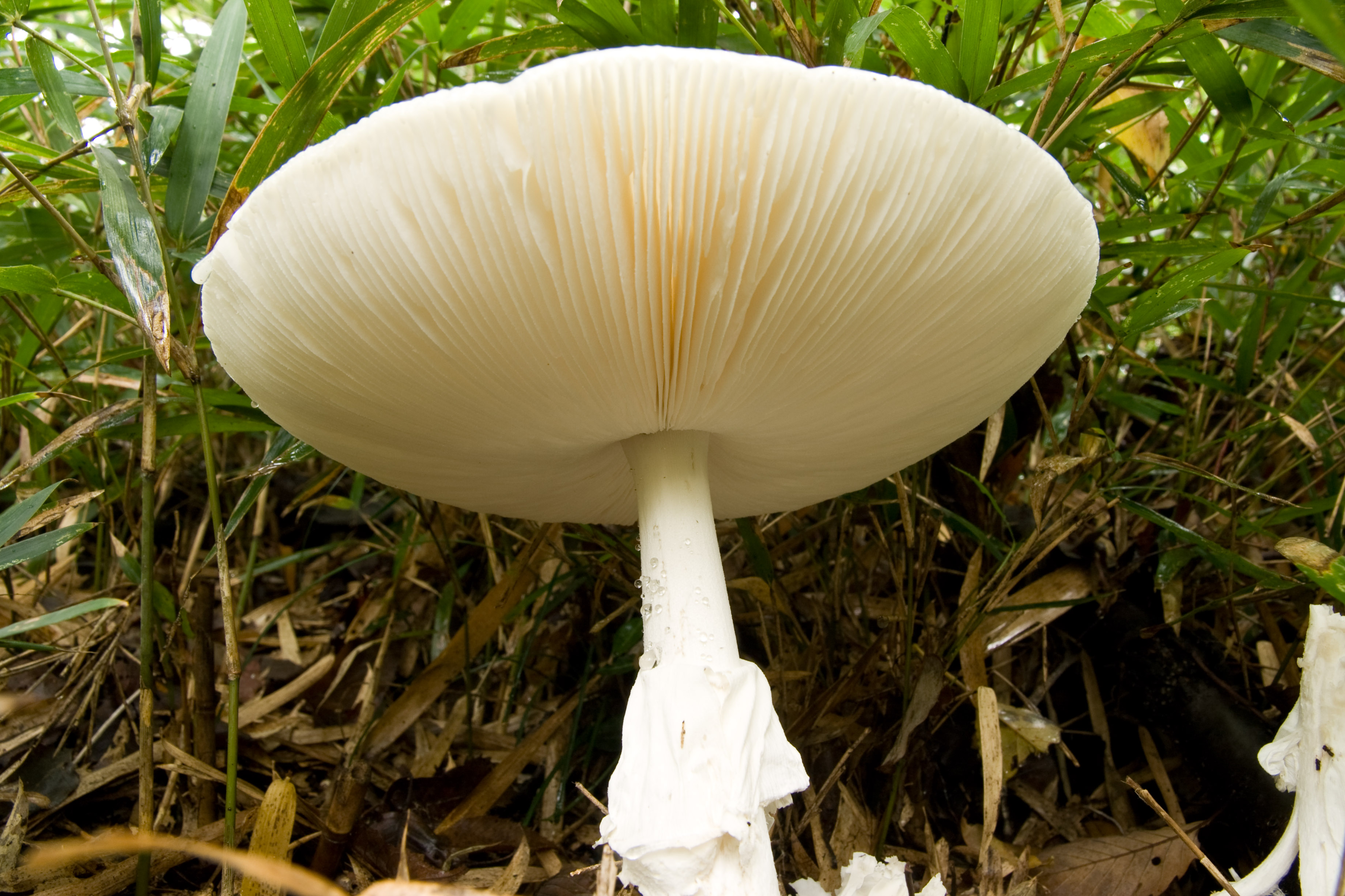
Lamellen